# Xyletinomorphus
Xyletinomorphus is een geslacht van kevers uit de familie van de klopkevers (Anobiidae).

## Soorten
- Xyletinomorphus chilensis Pic, 1923
- Xyletinomorphus longipennis Pic, 1923